# 黑鰭寧巴鰕鱂
黑鰭寧巴鰕鱂，為輻鰭魚綱鯉齒目假鰓鱂科的其中一種，分布於非洲幾內亞Mount Nimba淡水流域，體長可達4.3公分，棲息在溪流底中層水域，生活習性不明。